# 우즈베키스탄 시간

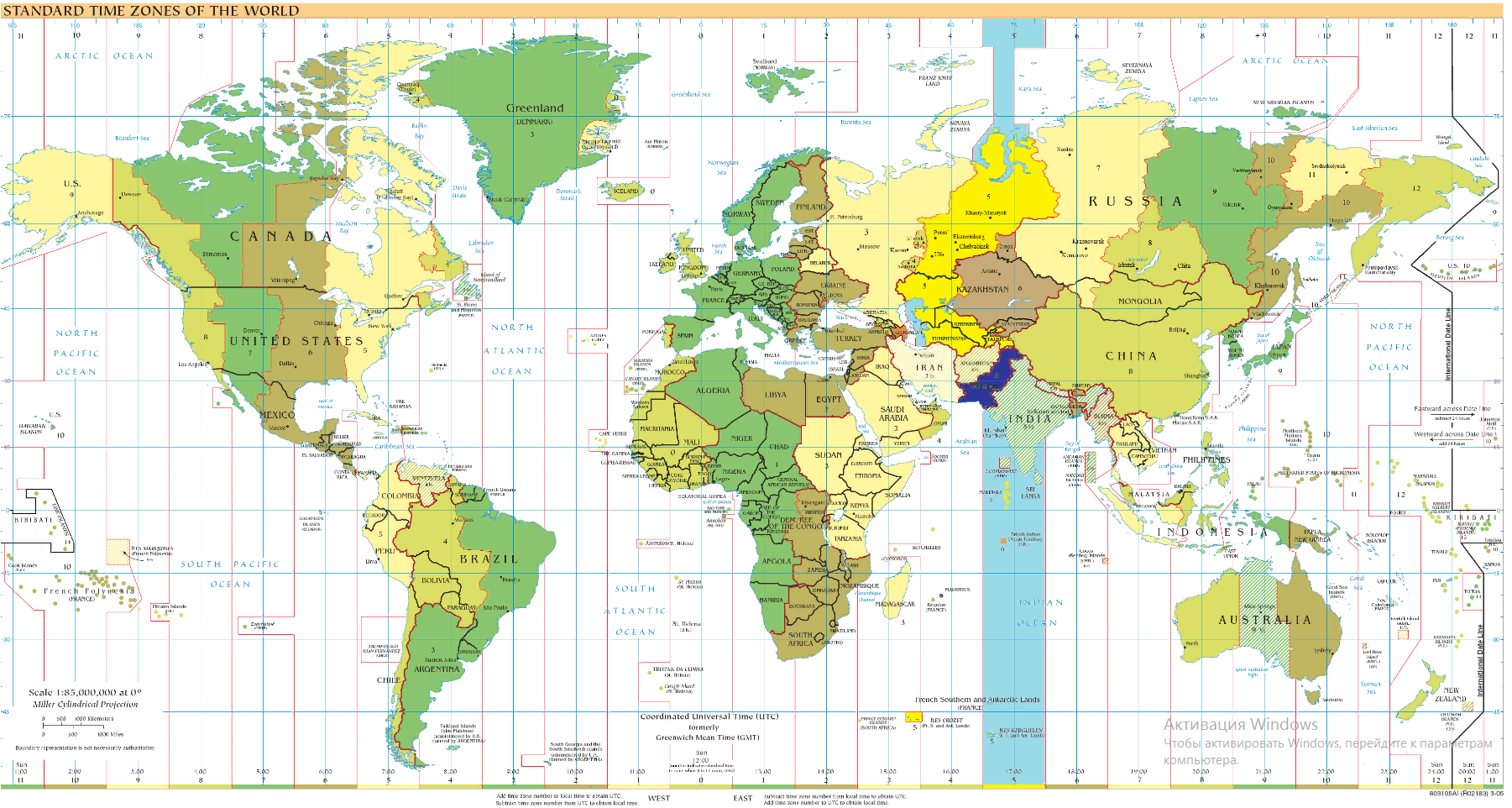

우즈베키스탄 시간(Time in Uzbekistan)은 우즈베키스탄의 표준 시간이다. UTC보다 5시간 빠른 UTC+05:00이다. 표준시는 일광 절약 시간제를 사용하지 않지만, 여가 시간을 늘리기 위해 표준 시간을 채택할지 여부는 끊임없이 논의되어 왔다.
소련이 붕괴된 후 우즈베키스탄에는 두 개의 시간대가 존재했다. 소련 시대에는 대부분의 시간대가 겨울에는 일광 시간, 여름에는 이중 일광 시간이었다. 국가의 서부 지역은 UTC보다 5~6시간 빠른 사마르칸트 시간을 준수한다. 동부는 타슈켄트 시간을 UTC보다 6~7시간 앞당긴다. 1991년에는 여름에만 단일 일광 시간을 유지하기 위해 시계가 봄에 앞으로 움직이지 않았다. 그 해 가을, UTC보다 5시간 빠른 통일시간대가 채택되었다.

## 같이 보기
- 그리니치 평균시
- 시간대
- UTC+05:00
- 우즈베키스탄